# 白家堡惨案纪念地
白家堡惨案纪念地，位于中国吉林省通化县兴林乡大荒沟村，为一个省级文物保护单位，类型为近现代史迹及代表性建筑，公布时间为1983年11月24日。该文物保护单位由通化县文管所管理。
白家堡惨案纪念地的历史年代为1936年。